# Aleksei Homiakov
Aleksei Stepanovici Homiakov (în rusă Алексе́й Степа́нович Хомяко́в, n. 13 mai 1804, Moscova, Imperiul Rus – d. 5 octombrie 1860, Sperșnevo-Ivanovskoe⁠(d), Regiunea Lipețk, Rusia) a fost un teolog, filozof, poet și artist amator rus. El a pus bazele mișcării slavofile, împreună cu Ivan Kireevski, și a devenit unul dintre cei mai importanți teoreticieni critici ai mișcării. Fiul lui, Nicolae Homiakov, a fost președinte al Dumei de Stat.

## Biografie
Homiakov și-a trăit întreaga sa viață la Moscova, considerând acest „oraș cu o mie de cupole” ca un simbol al modului de viață rus. Latifundiar de succes, el a publicat foarte puțin în timpul vieții sale. Scrierile sale, tipărite postum de prietenii și ucenicii săi, au exercitat o influență profundă asupra Bisericii Ortodoxe Ruse și filozofilor laici ruși precum Feodor Dostoievski, Konstantin Pobedonosțev și Vladimir Soloviov. Lucrarea Amintiri și cugetări a lui Aleksandr Herzen conține o încântătoare caracterizare a lui Homiakov.
Pentru Homiakov, socialismul și capitalismul erau descendenți la fel de respingători ai decadenței occidentale. Occidentul nu a reușit să rezolve problemele spirituale umane, deoarece a susținut concurența în detrimentul cooperării. După propriile sale cuvinte, „Roma și-a păstrat unitatea în detrimentul libertății, în timp ce protestanții au avut libertate, dar și-a pierdut unitatea”.
Propriile idei ale lui Homiakov se învârt în jurul termenului sobornost, echivalentul slavon al catolicității exprimate în Crezul de la Niceea; acesta poate fi tradus vag ca „sobornicitate”. Homiakov considera obșcina rusă ca un exemplu perfect al sobornicității și i-a elogiat pe țăranii ruși pentru smerenia lor.
Homiakov a murit de holeră, infectat de un țăran pe care a încercat să-l trateze. El a fost înmormântat alături de cumnatul său, Nikolai Iazîkov, și de un alt discipol, Nikolai Gogol, în Mănăstirea Danilov. Sovieticii au dispus dezhumarea rămășițelor pământești ale celor trei și le-au îngropat în noul Cimitir Novodevici.

## Lucrări
- Полное собранiе сочиненiй. Vol. I-VIII. Moscova, 1900-1914.